# Penstemon metcalfei
Penstemon metcalfei är en grobladsväxtart som beskrevs av Woot. och Standl.. Penstemon metcalfei ingår i släktet penstemoner, och familjen grobladsväxter. Inga underarter finns listade i Catalogue of Life.